# 페디큐어

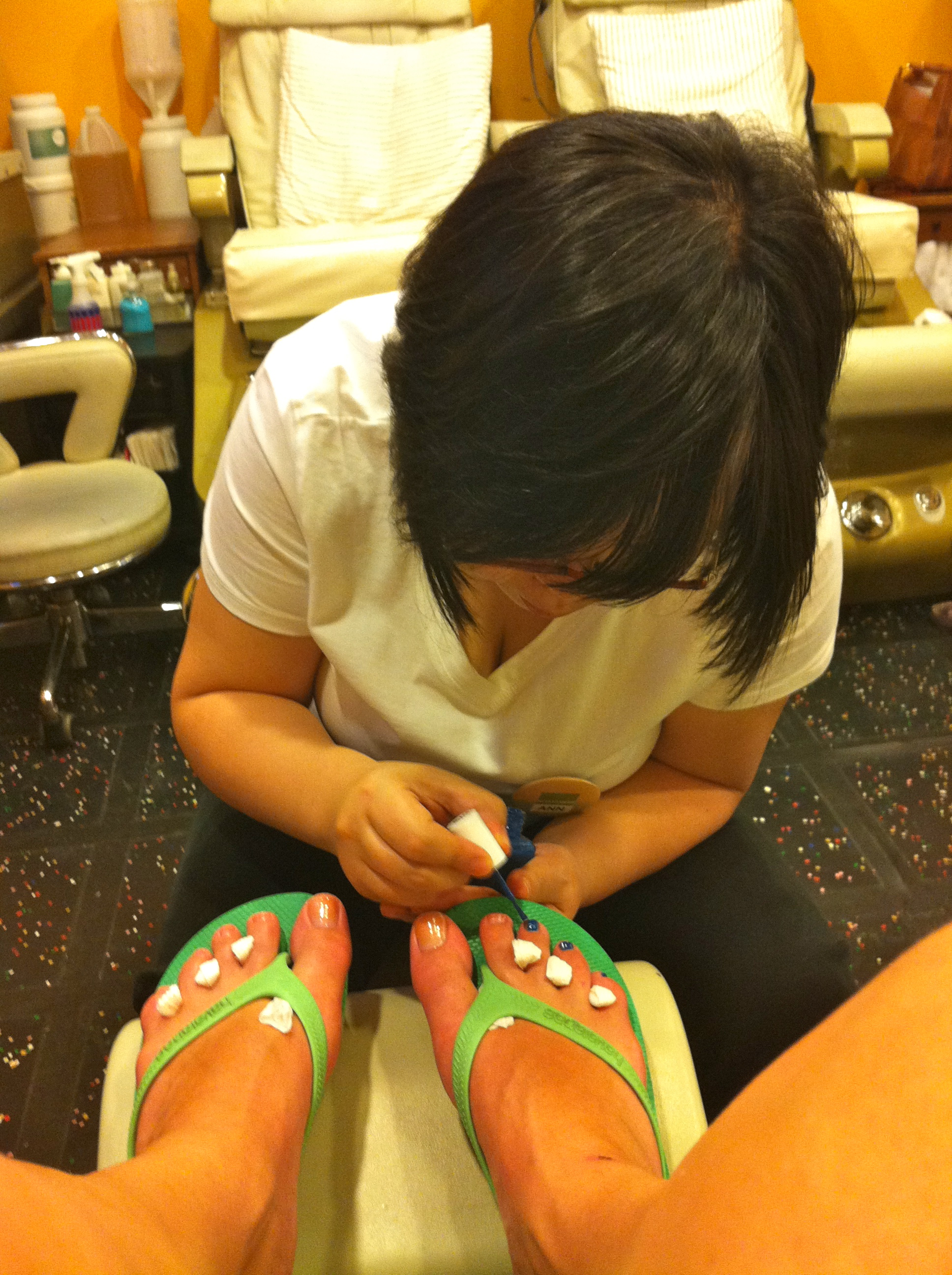

페디큐어(영어: Pedicure)는 매니큐어의 일종으로, 다리의 발톱 과 다리 자체의 외형을 꾸미는 방법의 하나이다.